# 89

## Події
- 1 січня — Сатурнин Люцій Антоній став імператором Риму.
- Римські консули: Тит Аврелій Фульв та Марк Азіній Атрацін
- Заснований Аквінкум

## Народились
- Децим Теренцій Генціан — державний та військовий діяч Римської імперії.

## Померли
- Луцій Антоній Сатурнін — римський державний діяч і воєначальник з роду Антоніїв.
- Полікарп I (візантійський єпископ)